# Skolbetyg i Sverige
Skolbetyg i Sverige har sett olika ut genom åren.

## Perioden 1820–1897
På läroverken infördes 1820 en fyrgradig betygsskala där betygen sattes i förhållande till hur väl eleven klarat kursplanen.
| A | Berömlig insikt     |
| B | Godkänd insikt      |
| C | Försvarlig insikt   |
| D | Otillräcklig insikt |
I läroverken fick eleverna även betyg i uppförande:
| A | Stadgade seder och berömligt uppförande |
| B | Jämnt och stadgat uppförande            |
| C | Oklanderligt uppförande                 |
| D | Lättsinnigt och ostadigt uppförande     |

## Perioden 1897–1962
I folkskolan infördes 1897 en sjugradig skala av bokstavsbetyg. Betygen avsågs vara absoluta, det vill säga kopplade till läroplanen), till skillnad från de därpå följande relativa betygen och dagens målrelaterade betyg. Betygsskalan infördes 1905 även i läroverken.
Betygsstegen var följande:
| A  | Berömlig                  |
| a  | Med utmärkt beröm godkänd |
| AB | Med beröm godkänd         |
| Ba | Icke utan beröm godkänd   |
| B  | Godkänd                   |
| BC | Icke fullt godkänd        |
| C  | Underkänd/Otillräcklig    |
Till dessa kan också läggas:
| B? | med tvekan godkänd |
… vilket inte var ett officiellt betygssteg men förekom i utskrivna terminsbetyg. Flitigt brukade betygssteg på prov med mera var beteckningar som Ba+ och AB? eller AB-.
Denna betygsskala tillämpades för studentexamensbetyg i Sverige fram till och med avgångsklasserna från vårterminen 1968.
I dessa skolformer gavs även betyg i Ordning och Uppförande, där standardbetyget var A medan "nedsatt sedebetyg" oftast motsvarades av B i Ordning. I allvarligare fall kunde ges C i Ordning och B, C eller D i Uppförande. Nedsatt sedebetyg kombinerades i extra allvarliga fall (brottslighet eller allvarligare kränkning av skolans regler) med relegering.
För att bli flyttad till högre årskurs krävdes godkända betyg i samtliga ämnen. I samband med höstterminsstarten fanns möjlighet att flyttningspröva för att bli godkänd i de ämnen där eleven var underkänd.

## Perioden 1962–1994
Efter 30 års utredning infördes i 1962 års grundskola och i 1966 års gymnasium och fackskola en femgradig relativ betygsskala. Dessutom togs betygen under den här perioden bort från de lägre årskurserna i grundskolan och ersattes av kvartssamtal. Från 1980-talet gavs betyg endast i årskurserna 8 och 9, för övriga årskurser gavs varken betyg eller skriftliga omdömen.
Avsikten var enligt förordningen att betygen för samtliga elever i landet som läste en viss ämneskurs skulle fördelas så här:
| 5 - |  | 7% Bästa betyg  |
| 4 - |  | 24%             |
| 3 - |  | 38%             |
| 2 - |  | 24%             |
| 1 - |  | 7% Sämsta betyg |
Detta baserades på den kritiserade hypotesen att elevernas prestationer från ett stort antal sammanvägda uppgifter för en stor grupp elever fördelar sig enligt en normalfördelning. Betygen räknades ut som standardpoäng, med medelvärdet 3,0 och standardavvikelsen 1,0 hos betygen.
För att uppnå målet att jämföra samtliga elever i hela landet, anordnades i vissa ämnen och årskurser standardprov i grundskolan och centralprov i gymnasiet och fackskolan. I övriga ämnen uppmanades lärarna att följa samma betygsfördelning som klassens elever fick i dessa centralt anordnade prov.
Den vanligaste missuppfattningen med de relativa betygen var att ovanstående poängfördelning skulle gälla i varje klass eller undervisningsgrupp. Det kunde också förekomma påståenden som "femmorna är slut", vilket bottnar i en missuppfattning om hur centralproven skulle hanteras lokalt.
En följd av övergången från de sjugradiga bokstavsbetygen till den femgradiga skalan var att begreppet underkänd försvann. Därmed ändrades också villkoren för att flytta till högre årskurs. Den som i sitt årskursbetyg hade ett betygsmedeltal på 2,3 eller därunder, kunde kvarsättas om klasskonferensen så beslutade. Konferensen beslöt ofta att flyttning kunde ske, om eleven prövade med förbättrade resultat i ett eller ett par namngivna ämnen. Med tiden kom betyget ett (och många gånger även betyget två) att betraktas som underkänt fast detta aldrig varit avsikten.
Den femgradiga betygsskalan innebar ofta att man på många skolor använde ett informellt, muntligt betygssystem där lärarna satte plus- eller minustecken efter betygen.

## Perioden 1994–2011
Efter jämförelsevis kort utredningstid ersattes det relativa betygssystemet med ett målrelaterat betygssystem.

### Grundskolan
Ett nytt betygssystem infördes samtidigt som läroplanen för det obligatoriska skolväsendet år 1994 blev gällande (Lpo 94). I Grundskoleförordningens (1994:1194) kapitel sju som handlar om betyg är det reglerat vad som gäller för betyg.
Eleverna i svensk grundskola fick under denna period betyg från år 8 och till och med när skolplikten upphör. Skolplikten upphörde vid utgången av vårterminen det kalenderår då eleven fyller 16 år. I årskurs 8 och vid höstterminens slut i år 9 fick eleverna terminsbetyg och vid vårterminens slut i årskurs 9 fick de ett slutbetyg vilket betyder att eleverna fick betyg fyra gånger under sin grundskoletid. Undantaget var elever som gått om en årskurs eller har sen skolstart.
Betygsskalan som användes var tregradig där följande betyg användes:
| MVG |  | Mycket väl godkänd |  |
| VG  |  | Väl godkänd        |  |
| G   |  | Godkänd            |  |
I grundskolan fanns inte, de jure, betyget icke godkänd (IG) till skillnad från i gymnasieskolan. I sådana fall då en elev inte nådde målen för grundskolans sista år utformades ett skriftligt omdöme om elevens kunskapsutveckling i ämnet (eller ämnesblocket) vilket bifogades i slutbetyget eller så nådde inte eleven kriterierna för betyget G. Det sistnämnda infördes den 1 juli 2003. År 2003 infördes lagen att vissa skolor får bestämma om dess elever ska få betyg mellan årskurs 3 till årskurs 4. 
På prov, arbeten och/eller muntliga betygssamtal (som lärare oftast har i slutet av varje termin) lade många lärare till plus- eller minustecken framför betyget även om dessa inte finns med i de officiella betygen.

### Gymnasieskolan och komvux
Ett nytt betygssystem infördes samtidigt som den nya läroplanen för det frivilliga skolväsendet år 1994 blev gällande (Lpf 94). För de elever som påbörjade sina gymnasiestudier 1992 och 1993 enligt den nya läroplanen sattes "målrelaterade sifferbetyg" vilket gav upphov till viss kritik.
Betygsskalan var fyrgradig där följande betyg användes: 
| MVG |  | Mycket väl godkänd |  |
| VG  |  | Väl godkänd        |  |
| G   |  | Godkänd            |  |
| IG  |  | Icke godkänd       |  |
Betygen var målrelaterade. Kursbetygen sattes i förhållande till de mål som angavs i kursplanerna och i de nationellt fastställda kriterierna. Under perioden 1994-2000 var varje skola tvungen att göra lokala preciseringar av betygskriterierna, och nationella kriterier för MVG saknades. I läroplan 2000 infördes nationella kriterier även för MVG.

## 2011–
I samband med införandet av Lgr 11 infördes en ny betygsskala. Betyg ska sättas efter den sexgradiga betygsskalan A till F. Det finns preciserade kunskapskrav som anger vilka kunskaper som krävs för betygen A, C och E.
För betygen B och D gäller att eleven ska få betyget om de uppfyllt kunskapskravet för underliggande betyg i sin helhet och uppfyllt kunskapskravet för överliggande betyg till övervägande del.
Om en elev inte uppfyller kunskapskravet för betyget E ska eleven ges betyget F. Finns inte underlag för att sätta betyg på grund av att eleven varit frånvarande, sätts inget betyg.
I januari 2011 beslutades det att betyg kommer att införas från årskurs 6. Den nya lagen började gälla den 1 juli 2011 men betygen kommer att sättas på elever i åk 6 från höstterminen 2012.
Elever i sameskolan kommer liksom elever i grundskolan att ges betyg från år 6. Även elever i grundsärskolan har rätt att få betyg från åk 6, men detta är dock frivilligt. I specialskolan däremot sätts inte betyg förrän åk 7. Det nya betygssystemet och läroplanen gäller från och med den kull som läste årskurs 8 läsåret 2011/2012. Numera följer alla elever Lgr 11.
Sexgradiga betyg infördes även i gymnasieskolan från och med den kull som läste årskurs 1 läsåret 2011/12, i enlighet med läroplanen Gy 2011.

### Underkänt betyg
I svensk grundskola underkänns betydligt större andel elever än i andra EU-länder, där det kan räcka med att ha deltagit i undervisningen för att vara behörig till gymnasiet. Underkänt betyg infördes i Sverige under 1990-talet för dem som inte uppfyller kunskapsmålen. Andelen niondeklassare som fick underkänt eller saknade betyg i minst ett grundskoleämne var 23,9 procent år 2021 i Sverige. Motsvarande siffra för EU var i genomsnitt 4,4 procent år 2018. Andelen som saknade fullständigt betyg i matematik, svenska och/eller engelska i Sverige, och därmed inte var behöriga för gymnasiestudier på nationella program, var 13,6 procent, vilket är den högsta andelen i EU. Dessutom måste eleven ha godkänt i ytterligare fem ämnen för yrkesprogram och ytterligare nio för behörighet till högskoleförberedande program. Andelen icke behöriga till gymnasiet hade en topp år 2016/17. Studier visar på ökad risk för arbetslöshet, ohälsa eller kriminalitet, och att dö i drogmissbruk eller suicid, för elever som får underkänt. Flera forskare vill därför avskaffa underkäntbetyget i Sverige. För elever med underkänt betyg erbjuds lovskola och introduktionsprogrammet till gymnasiet.

## Universitet och högskolor
Högskolor och universitet i Sverige bestämmer själva vilket betygssystem som skall användas. Vanligast är den tregradiga skalan:
| VG |  | Väl godkänt |  |
| G  |  | Godkänt     |  |
| U  |  | Underkänt   |  |
Andra skalor förekommer också. Vid juridisk fakultet och i ingenjörsutbildningar används ofta till exempel tre- eller fyra-gradiga skalor, exempelvis U/3/4/5 på många ingenjörsutbildningar. Flera lärosäten har gått över till den sjugradiga ECTS-betygsskalan (del av European Credit Transfer System), dock i en försvenskad variant baserad på betygskriterier istället för relativa betyg.